# Corydalis rheinbabeniana
Corydalis rheinbabeniana är en vallmoväxtart som beskrevs av Friedrich Karl Georg Fedde. Corydalis rheinbabeniana ingår i släktet nunneörter, och familjen vallmoväxter. Utöver nominatformen finns också underarten C. r. leioneura.